# Bíró Antal (labdarúgó)
Bíró Antal (Szamosújlak, 1954. július 16. –) labdarúgó, csatár.

## Pályafutása
Az Újpesti Dózsa csapatában mutatkozott az élvonalban 1975. november 1-jén a Salgótarján ellen, ahol csapata 2–1-re győzött. 1977 és 1980 között a Salgótarján, 1980 és 1988 között a Kaposvári Rákóczi együttesében szerepelt. Utolsó élvonalbeli mérkőzésen a Pécsi MSC együttesét 3–0-ra legyőzte csapata.

## Sikerei, díjai
- Magyar bajnokság
  - 2.: 1976–77
  - 3.: 1975–76